# Podu Iloaiei
Podu Iloaiei es una ciudad con estatus de oraș de Rumania ubicada en el distrito de Iași.
Según el censo de 2011, tiene 9573 habitantes, mientras que en el censo de 2002 tenía 9739 habitantes. La mayoría de la población es de etnia rumana (81,82 %), con una minoría de gitanos (9,1 %).
La mayoría de los habitantes son cristianos de la Iglesia Ortodoxa Rumana (86,43 %), con una minoría de católicos latinos (1,64 %).
La localidad fue fundada en 1818. Adquirió rango urbano en 2005. Los pueblos de Budăi, Cosițeni, Holm y Scobâlțeni son pedanías de la ciudad.
Se ubica sobre la carretera E58, unos 20 km al oeste de Iași.